# ルー・テーズ
ルー・テーズ（Lou Thesz、本名：Aloysius Martin Thesz、1916年4月24日 - 2002年4月28日）は、ミシガン州バナット出身のハンガリー系アメリカ人プロレスラー。
ファミリーネームの "Thesz" は英語圏では「セーズ」とも発音される（出自であるハンガリーでの原音は「テース (Thész)」）。日本では「鉄人」の異名を持ち、多くのレスラーから20世紀最強であるといわれた、不世出のレスラーである。16歳でのデビューから、74歳での引退まで実に58年間もの現役生活を通した、20世紀を代表するプロレスラーであった。

## 来歴
1916年4月24日、ミシガン州バナットにて、オーストリア・ハンガリー帝国からのハンガリー人移民の靴修理工でレスリング選手でもあった父・ティヤシュ（ティザ）・マールトン（Tijas (Tiza) Márton）と、ドイツ人移民の母との間に生まれた。生誕時の名はティヤシュ（ティザ）・ラヨシュ（Tijas (Tiza) Lajos）で、他に3人の姉妹がいた。
1918年に一家はミズーリ州セントルイスへ移住。ファミリーネームもセーズ（Thesz）に改められ、アメリカ式に父親のマールトンはマーティン・セーズ（Martin Thesz）、ラヨシュはルー・セーズと改名。以降、幼少期から父マーティンにグレコローマンスタイルのレスリングの手ほどきを受けて育つ。父親に連れられてしばしばプロレス観戦に出かけることもあった。
1933年9月、ミズーリ州セントルイスのハリー・クック・アリーナにて、ジョン・アンダーソンを相手に16歳でプロレスのデビュー戦を行い、引き分ける。若い頃よりスター選手に会う機会に恵まれ、マーティン "ファーマー" バーンズ、フレッド・グラブマイヤーらに遭遇している。1936年 頃、セントルイスのジムにてエド "ストラングラー" ルイスと出会い、スパーリングも行う。後年、ルイスはテーズの専属マネージャーとなる。
1937年1月、当時新聞記者だったサム・マソニックと邂逅。マソニックは熱心なプロレスファンでもあり、30日間にわたりテーズの特集を組んだ。これを機にテーズは一気に知名度を上げる。なお、マソニックはのちに新NWA立ち上げの中心人物となり、テーズとはプロモーターとプロレスラーの関係でNWAを発展に導いている。
1937年12月29日、ジョン・ペセクを破り21歳でミッドウェスト・レスリング・アソシエーション（オハイオ版MWA）世界ヘビー級王者となる。当時、アリ・ババやエベレット・マーシャルなど、概ねキャリア10年程度、30歳前後で世界王者に就くのが慣例であり、テーズの世界王者奪取は異例の早さであった。また、ボストン版アメリカン・レスリング・アソシエーション（AWA）世界ヘビー級選手権をユーボン・ロバートと1938年2月11日に争う予定であったが、ロバートがテーズ戦を拒否したため、1938年1月25日付でテーズにAWA世界王座も授与される。しかし1月の防衛戦で耳を負傷し、トレーニングも出来ないまま臨んだ2月11日のスティーブ・ケーシー戦に敗れて王座転落。
1939年2月23日、ミズーリ州セントルイス（あるいはコロラド州デンバー）でエベレット・マーシャルを破り、ナショナル・レスリング・アソシエーション（旧NWA）版の世界ヘビー級王者となった。
1939年6月23日または7月19日、テキサス州ヒューストンでブロンコ・ナグルスキーに敗れNWA王座から陥落。この際に左膝を負傷し、約1年にわたる長期欠場を余儀なくされる。なお左膝は生涯テーズの古傷となり、70歳で右臀部を手術したのも、左膝を庇う行動を長年続けてきたためだと述懐している。
1943年、アメリカ合衆国陸軍に入隊、体育教官となった。テキサス州ヒューストン駐屯地で約4年間過ごした。この際もプロレス興行は継続する（当時は興行売り上げの20%が軍費として徴収されるシステムとなっており、軍費獲得のためにも興行は歓迎された）。
1946年9月11日、カナダ・モントリオールでボビー・マナゴフを破り、モントリオール版AWA世界ヘビー級王座を獲得。1947年2月20日にマナゴフに奪回された後、同年4月16日に返り咲くが、同地でユーボン・ロバートに敗れ王座から陥落。
1947年4月25日、セントルイスでホイッパー・ビリー・ワトソンを破り、旧NWA世界ヘビー級王座を獲得。1947年11月21日にワイルド・ビル・ロンソンに敗れるまで保持。
1948年7月20日、ビル・ロンソンを破り旧NWA世界ヘビー級第23代王者（NWA通算で第38代王者）となった。連勝記録の始まり。1949年11月、新NWAによる王座の正当化により、第38代王者（新NWA第2代王者）と認定された。過去獲得したものも第23、26、36代（旧NWAでは8、11、21代）として認定された。
1953年12月6日、ハワイのシビック・オーディトリアムで、力道山と初対戦し勝利する。
1955年5月22日、レオ・ノメリーニに反則負けを喫し、連勝記録が止まる。しかし反則裁定のためタイトルは移動しなかった。記録は引き分けを挟んで936連勝だが、テーズ自身は936連勝記録を否定しており、実際は936を超える連勝記録を持っていた。
1956年3月、ビリー・ワトソンに敗れ第38代NWA王座から陥落するも同年11月9日、ワトソンを破り奪回に成功。
1957年10月、日本プロレスに初来日。力道山とNWA世界ヘビー級選手権で2度に渡り名勝負を繰り広げた。
1957年11月14日、トロントでディック・ハットンに敗れNWA世界ヘビー級王者から陥落。1958年6月、世界各国を回り積極的に防衛を重ねた実績が認められ、ヒューストン地区からインターナショナル・ヘビー級王座の初代王者に認定された。しかし、1958年8月27日、力道山に敗れてインターナショナル・ヘビー級王座から陥落した。
1963年1月24日、トロントでバディ・ロジャースを破りNWA世界ヘビー級王座に返り咲く。これが最後の戴冠となり、1966年1月7日にジン・キニスキーに敗れるまで保持した。
1966年2月28日、日本プロレスに特別参加し、ジャイアント馬場の持つインターナショナル・ヘビー級王座に挑戦。結果は馬場が2度目の防衛に成功。テーズから2ピンフォール取っての防衛は馬場の大きな勲章となった。同年10月14日、カリフォルニア州ロサンゼルスにてバディ・オースチンからWWA認定世界ヘビー級王座を奪取したが、同月28日にマーク・ルーインに敗れ短命王者となっている。
1967年6月、初代TWWA世界ヘビー級王者に認定され、翌1968年1月に国際プロレス（当時はTBSプロレス）に参戦。グレート草津の挑戦を受け、1本目で実力を見破り、バックドロップで草津を失神させる。2本目は棄権、テーズが防衛に成功。草津をスターに仕立てようとするTBSの目論みは失敗に終わった。
1973年10月14日、新日本プロレスに初登場、カール・ゴッチと組んでアントニオ猪木&坂口征二と「世界最強タッグ戦」を行う。このときテーズは57歳、ゴッチは49歳であったが、当時の両者の名声から、この年齢にかかわらず「世界最強タッグ」の看板に説得力を持たせることができた。
1975年10月9日、新日本プロレスに再来日し、アントニオ猪木の持つNWF認定世界ヘビー級王座に挑戦する。猪木にブロックバスター・ホールドからフォールされ王座獲得はならなかったが、試合開始直後の先制のバックドロップなど健在をみせつけた。
1977年8月15日、前年に旗揚げされたメキシコのユニバーサル・レスリング・アソシエーションから、初代UWA世界ヘビー級王者に認定された。1978年8月27日、カネックに敗れUWA王座陥落。
1980年9月、テネシー州メンフィスのコンチネンタル・レスリング・アソシエーションにてビル・ロビンソンのCWA世界ヘビー級王座に連続挑戦。同時期、CWAを外国人選手の供給ルートとしていた国際プロレスに特別レフェリーとして度々来日。エキシビション・マッチも行った。1981年1月に開催されたルー・テーズ杯争奪戦の前期予選にも来日し、特別レフェリーを務めた。
1983年4月、全日本プロレスに来日。ルー・テーズ杯争奪リーグ戦の決勝戦（越中詩郎VS三沢光晴）のレフェリーを務めた。全日本にはこの時期数回来日し、ジャンボ鶴田にバックドロップを伝授している。
1985年9月19日、新日本プロレスに来日。東京都体育館にて行われたアントニオ猪木VS藤波辰巳のIWGPヘビー級王座戦の特別レフェリーを務めた。
1986年、右臀部を手術する。以後レスラーとしてはセミリタイア状態となった。
1987年11月16日、WWFのニュージャージー州メドーランド大会でのオールドタイマーズ・バトルロイヤルに出場、決勝でパット・オコーナーをオーバー・ザ・トップロープで破り優勝（他の参加選手は、ジン・キニスキー、エドワード・カーペンティア、ボボ・ブラジル、クラッシャー・リソワスキー、キラー・コワルスキー、ニック・ボックウィンクル、レイ・スティーブンス、ペドロ・モラレス、アーノルド・スコーラン、アート・トーマス、チーフ・ジェイ・ストロンボー、バロン・シクルナ、ジノ・ブリット、トニー・ガレア、レネ・グレイ、ドミニク・デヌーチ、アル・コステロなど）。
1987年、セッド・ジニアスがテーズに弟子入りし、その後は北尾光司・蝶野正洋も入門する。
1989年4月24日、新日本プロレス初の東京ドーム大会「’89格闘衛星☆闘強導夢」でレフェリーを務める。
1990年12月26日、74歳7ヶ月で新日本プロレス、静岡県浜松アリーナで試合。蝶野正洋と対戦しSTFで敗れ、引退を宣言する。
1991年12月22日よりUWFインターナショナルに最高顧問、立会人として参加し、永久保持している元NWA世界ヘビー級王座ベルト、通称テーズベルトを貸し出して「プロレスリング世界ヘビー級王座」の名称とし、高田延彦らが王者となる。
2002年3月9日、妻チャーリーとともに訪日。U.W.F.スネークピットジャパン代表の宮戸優光の結婚式に出席。
2002年4月28日、フロリダ州オーランドの病院で心臓バイパス手術を受けたが、肺炎を併発させて心臓疾患にかかり、86歳で死去。
2016年4月2日、プロレス界での功績を称え、WWE殿堂のレガシー部門に迎えられた。

## 得意技
バックドロップ
テーズは、この技の元祖であり、威力を世界中に広めたレスラーであり、テーズはグレコローマン・バックドロップと呼んでいる。エド・ルイスのヘッドロックへの返し手としてこの技が生まれたという。後にアントニオ猪木やジャンボ鶴田が使用し広く他のレスラーに浸透するヘソ投げ式と、ブリッジをかけない落とし方の2種類を使い分けた。ヘッドロックの返し技としてもよく使用していた。高角度であり、テーズが活躍していた時代は使用するマットが硬かったため、それも手伝って高い威力を持つ必殺技であった。現在は必殺技としての説得力は高いとはいえないが、多くのレスラーが様々な投げ方で使用するポピュラーな技として定着している。かつては岩石落とし、脳天逆落としなどと訳されることもあった。
なお、テーズが日本におけるバックドロップの後継者として指名したのは3人で、猪木・鶴田・ラッシャー木村であった。これは1981年前後、国際プロレスの外国人選手招聘に力を貸して訪日していた際の発言である。
フライング・ボディシザース・ドロップ（ルー・テーズ・プレス）
詳細はリンク先を参照。
リバース・パイルドライバー
一種のパイルドライバー。リバース・スラムとも呼ばれる。テーズのパイルドライバーはパワーボムの原型となったもので、高角度で抱えておいて落とすものであった。危険な技で日本では使用されることはなかったが、力道山がこの技を受けている。またテリー・ゴディにこの技を伝授し、ゴディはさらに改良を加えてパワーボムとして自らの必殺技とした。
STF
詳細はリンク先を参照。蝶野正洋に伝授し、蝶野は改良して自らの必殺技として定着させた。
ヘッドロック
この技を利用して相手を誘い、バックドロップに導く。
ダブルリストロック
「チキンウイング・アームロック」とも呼ばれるが、テーズは項目表記の名にこだわる。詳細はリンク先を参照。
これ以外にも、ジョージ・トラゴスやアド・サンテルから各種関節技を伝授され、関節技の名手としても知られた。ラフファイトやシュートの際にも関節技で報復した。
テーズ・スペシャル・スマッシュ
直角に曲げた手首の骨で相手を殴打する技（空手の弧拳、日本拳法の頂拳に当たる）。拳ではないので当然ルール上OK。見た目以上にとてつもない痛さであるという。相手がラフファイトを仕掛けてきたときの報復に使用し、大木金太郎の額を叩き割ったこともある。また、乱闘では拳でのパンチを使うこともよくあり（テーズの拳は、サザエの殻のように堅く隆起していた）、リング上での殴り合いではダニー・ホッジを除けば誰にも負けないと言っていた。
エアプレーン・スピン
1950年代にはテーズの代名詞と言われた技。1951年のバディ・ロジャース戦、1954年のタム・ライス戦、1957年の力道山戦、1962年のバディ・オースチン戦など、NWA世界ヘビー戦を中心に重要な試合で使われた。そのまま相手を背中から落として押さえ込むエアプレーン・スピン・ボディ・プレスはフィニッシュ・ホールドとなることが多かった。

## 獲得タイトル
ナショナル・レスリング・アライアンス
- NWA世界ヘビー級王座：5回
- NWA殿堂：2005年[21]

ナショナル・レスリング・アソシエーション（旧NWA）
- NWA世界ヘビー級王座（アソシエーション版）：3回

アメリカン・レスリング・アソシエーション（ボストン）
- AWA世界ヘビー級王座：1回[22]

アメリカン・レスリング・アライアンス（インディアナ / オハイオ / コロラド）
- AWA世界ヘビー級王座：1回[23]

ワールドワイド・レスリング・アソシエーツ
- WWA世界ヘビー級王座：1回

ジャパン・プロ・レスリング・アライアンス
- インターナショナル・ヘビー級王座：1回

インターナショナル・レスリング・エンタープライズ
- TWWA世界ヘビー級王座：1回

ユニバーサル・レスリング・アソシエーション
- UWA世界ヘビー級王座：1回

NWAビッグ・タイム・レスリング
- NWAテキサス・ヘビー級王座：1回

NWAミッドアメリカ
- NWA南部ジュニアヘビー級王座：2回
- NWA南部タッグ王座：1回（w / ジャッキー・ファーゴ）[24]

ワールド・チャンピオンシップ・レスリング
- WCW殿堂：1993年[25]

WWE
- WWE殿堂（レガシー部門）：2016年[16]

その他
- MWA世界ヘビー級王座：2回
- 世界ヘビー級王座（ロサンゼルス版）：1回

## ベストレスラー25人
- テーズが史上最強と考える5人のレスラー
  1. エド・ルイス
  2. ジョー・ステッカー
  3. フランク・ゴッチ
  4. ジム・ブラウニング
  5. ジョージ・ハッケンシュミット

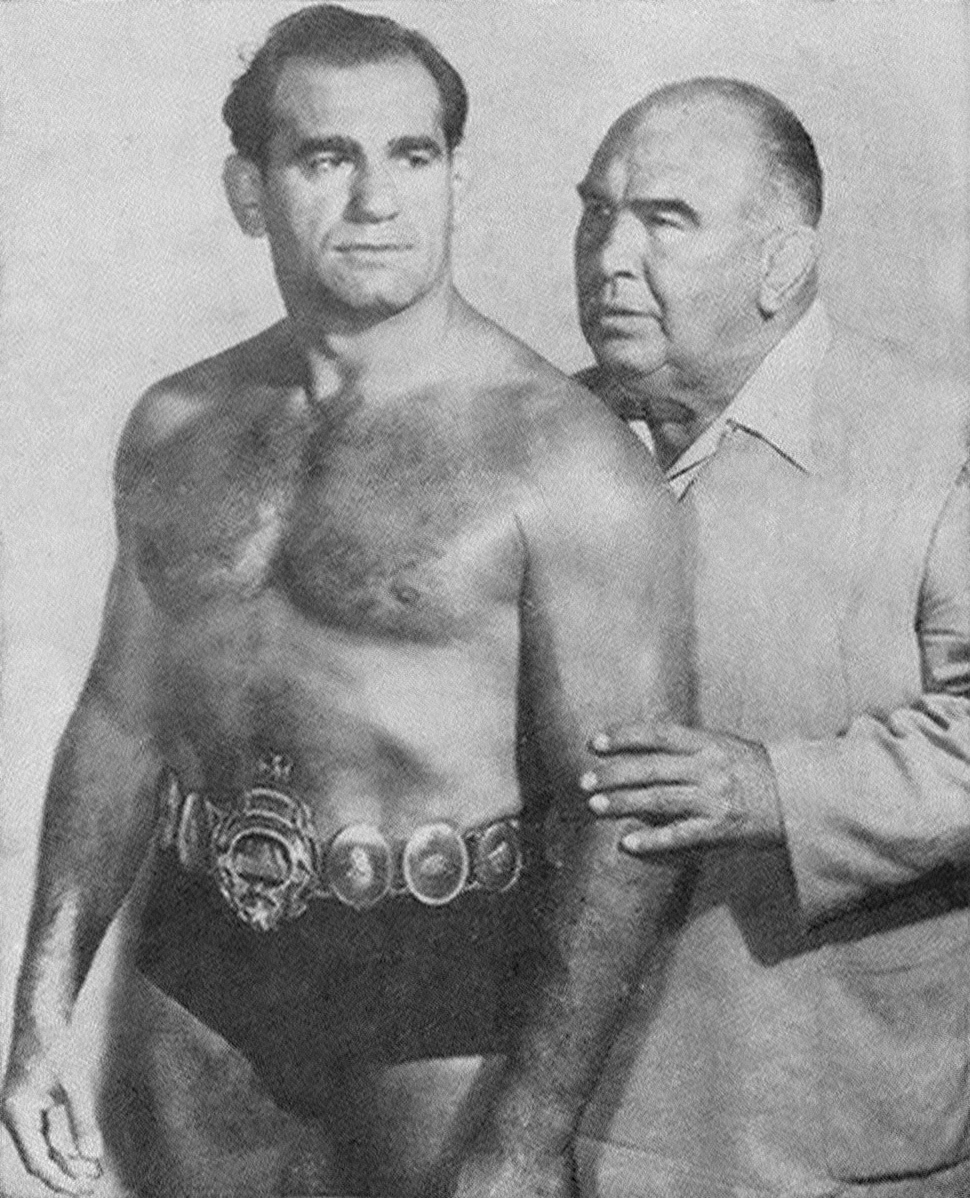
右はエド・ルイス（1950年代）

  - 上記はいずれも第二次世界大戦前に活躍したレスラーである。テーズの考えでは、戦争によるレスラー不足をテレビ向けの動きしかできないレスラーで補ったことが原因で、一部の例外を除いて戦後のレスラーは戦前より劣るということである。
  - 上記レスラーのうち、テーズはエド・ルイスを特に尊敬しており「20世紀最強のレスラーは私ではなく、ルイス」と述べていた。テーズは若手時代にルイスとスパーリングをする機会があったが、タックルはすべてブロックされ、バックを取られて身動きを封じられるなど、全く歯が立たなかったという[26]。また、チャンピオン時代にはルイスを自らの専属マネージャーに招聘していた。
- テーズが現役時代のライバルとして挙げる5人のレスラー
  - ジョージ・ゴーディエンコ
  - カール・ゴッチ
  - ダニー・ホッジ
  - ディック・ハットン
  - ルター・レンジ
  - 上記に加えて、力道山を挙げることもあった。
- 上記以外で、テーズがベスト25人に挙げるレスラー
  - バート・アズラティ
  - ジャック・ブリスコ
  - マーティン・バーンズ
  - アール・キャドック
  - バーン・ガニア
  - グレート・ガマ
  - ボビー・マナゴフ
  - レオ・ノメリーニ
  - ビル・ロビンソン
  - アド・サンテル
  - ダラ・シン
  - レイ・スチール
  - ジョージ・トラゴス
  - スタニスラウス・ズビスコ

## エピソード、その他

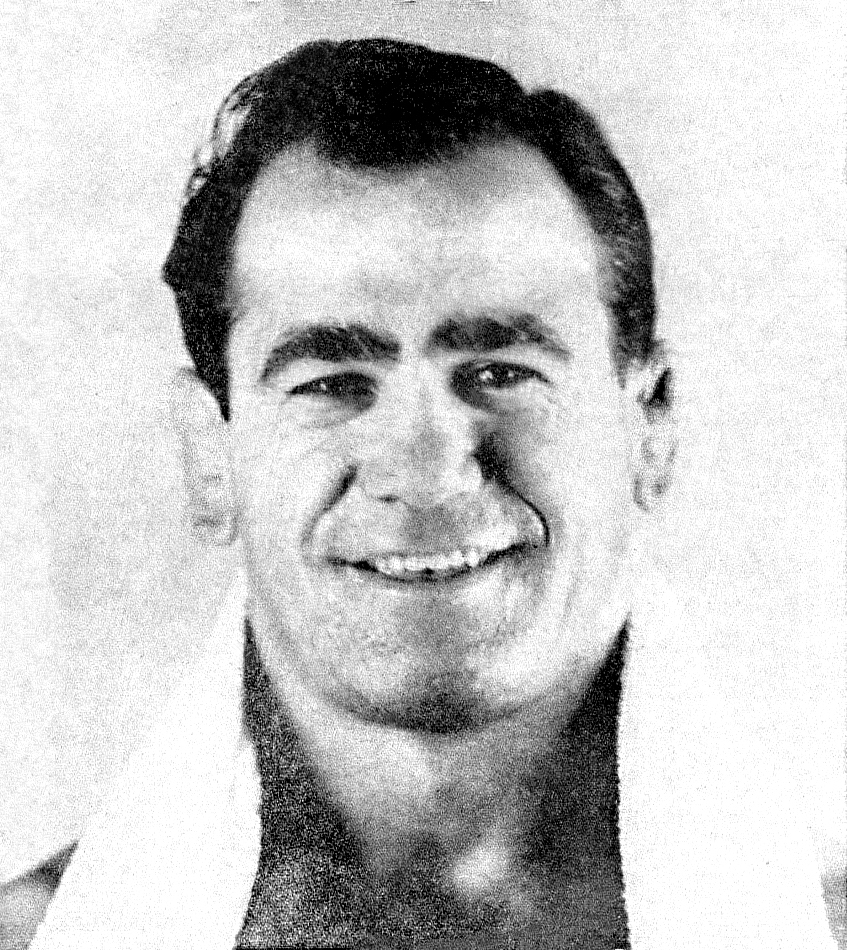

- 稀代のシューターでもあったが、旧NWAの世界タイトルマッチでは3本勝負のうち1本は必ず相手に取らせ、チャンピオンとしての器の大きさを示していた。大木金太郎と戦ったタイトルマッチでも1本目を取らせ、あまりに簡単に一本取れたことでこれならチャンピオンになれるのではないかと勘違いしたため2本目で大木は頭突きを積極的に仕掛けたが、これに怒ったテーズはパンチで滅多打ちにしてからバックドロップで仕留めた[18]。大木と同様にNWAの世界タイトルを奪おうとシュートを仕掛けてくる挑戦者が何人もいたが、テーズは彼らをことごとく返り討ちにした。
- テーズのプロレス観の基本はレスリング技術を要する、キャッチ・アズ・キャッチ・キャンであるため度々ショー的になったプロレスに対し苦言を呈している。ドロップキックなどのリアルでない技もあまり好まないが時流に乗るために仕方なく使用していたと言う。地味でもレスリングのできる選手を高評価し、ブルーノ・サンマルチノ、アントニオ・ロッカ、プリモ・カルネラらを毛嫌いした。晩年期の1990年代後半から2000年代初頭においては大技中心の攻防が主となってきた当時の日本のプロレス界の潮流については「タフマンコンテストになりつつある」、また同時期のWWEに関しては「あれはカートゥーン（漫画）だよ」と批判をしていた。
- その一方で、自著内では、ショーマンシップに長けたゴージャス・ジョージを絶賛している。
- テーズはセントルイスのプロモーター、サム・マソニックと関係が深く、マソニックがNWAを設立すると、テーズは正統なレスリングのチャンピオンと認定された。その後もマソニックは常にテーズをレスリングの権威の象徴として扱い、一方、テーズも数多くのタイトルマッチを行って、NWAの勢力拡大に貢献した。
- アメリカにおいては、テーズは1930年代から1990年代に及ぶ現役生活と6度の世界王座獲得により、別格のチャンピオンと認知されている。ただし、人気の面ではゴージャス・ジョージ、バディ・ロジャース、アントニオ・ロッカといった各時代の人気レスラーには及ばなかった。逆にこの三人は多忙だったため全盛時代の来日は無く、日本での認知度はテーズよりも低い。
- 日本においては、テーズは力道山との2度にわたるNWA世界ヘビー級選手権試合で注目され、外国人プロレスラーの多くが悪役であった時代に、正統派レスラーとして戦うことで強い印象を残した。また日本では、936連勝という記録でも知られている。アメリカではこの記録について語られることはほとんどないが、実際は936を超える連勝記録を持つ。しかし、力道山の死後にグレート東郷と組んで日本のプロレスを乗っ取ろうと試みたり[27]、新日本プロレスの長州力をグレーテスト18クラブ王者に認定する一方で、UWFインターナショナルの高田延彦をプロレスリング世界ヘビー級王者に認定して新日本プロレスを激怒させておきながら[28]、UWFインターナショナルの経営が傾くと早々に縁を切るなど[29]、金銭面にシビアな行動もあった。
- アントニオ猪木対モハメド・アリに際し猪木にレフェリーを要請されていたが、アリ陣営側から却下された。テーズ自身もプロボクサーとの対戦経験があるのでプロレスラーVSプロボクサーには非常に興味があったという。
- 1981年1月31日、国際プロレスの招きで来日していたテーズは、東急町田店スポーツ館の1日館長を務めた。その際のファン・インタビューで「猪木・馬場・ラッシャー木村の中で、誰が一番強いか？」という質問に対して「相撲とレスリングをマスターしている木村だね」と、自分に対してお金を積んでいる人達に対して率直に高評価をしている。
- 引退試合の蝶野正洋戦でも鮮やかなバックドロップ（ヘソ投げ式バックドロップ）を決め、観客から「テーズ」コールが起きた。
- 1991年には、『第15回アメリカ横断ウルトラクイズ』準決勝ヨークタウンでの罰ゲームにゲストとして登場し、敗者2人の対戦相手をしている。この時のテーズは75歳であったが、2人を圧倒してしまった。途中で一度ダウンを取られており、それからは本気を出してレフェリーストップを掛けられている。
- テレビアニメ『タイガーマスク』には「ルー・ケーズ」というテーズをモデルにしたレスラーが登場する。どちらかというと「日本人レスラーの敵＝悪役」というイメージであり、テーズスペシャルスマッシュ（拳によるパンチ）を多用している。ちなみにルー・ケーズ(Lou Kesz)というリングネームのプロレスラーが過去に実在した。
- 強さではカール・ゴッチと並び称されているが、ゴッチがひたすらに強さのみを求めており、プロレス界から干されようともその考え・信念を曲げなかったのに対して、テーズは自分の強さをアピールしつつ、あえて対戦相手に花を持たせるバランス感覚も併せ持っていた。アントニオ猪木は「ゴッチは厳格な師匠で、テーズは親しみが持てる親父さんかな」と評している。
- テーズはカール・ゴッチをレスラーとして高く評価し、またゴッチがテーズと同じくハンガリー人とドイツ人の血を引いていることから、一時はゴッチとテーズはテーズの両親も含めて非常に親しい関係であった。しかし、テーズはレスラーとしてのゴッチは生涯高く評価し続けたが、後年にはゴッチと個人的な付き合いをすることは無くなった。テーズの伝記の著者キット・バウマンによると、生前のテーズはゴッチについては語りたがらずゴッチと疎遠になった理由も明言しなかったが、不和の原因はレスリングの能力に対するテーズとゴッチのプライドから生じたとされる。またテーズの未亡人であるチャーリーによると、テーズはゴッチに自分と同じ才能を感じ、プロレスの将来のためにゴッチをチャンピオンにしようとしたが、プロレス観の違いからゴッチに拒絶されてしまったため、テーズはゴッチに失望したのではないかと語っている。
- 1990年3月、バージニア州ノーフォークで功績を認められて永久保持となっていたNWA世界ヘビー級王座ベルトをインターナショナルワールドヘビー級王座の名称で復活させ、トーナメント決勝でブラックジャック・マリガンを破ったマーク・フレミングが新王者となり、その後約2年間保持するも1992年、テーズとUWFインターナショナルのビジネスにより、UWFインターナショナルのリングでプロレスリング世界ヘビー級王座として再復活し、高田延彦がチャンピオンとなり、フレミングはUインターの常連外人選手となる。そこには複雑なビジネスや人間関係があった。その後、1997年初頭に地元バージニア州ノーフォークのラジオ番組でベルトを50万ドル（当時のレートで約6000万円）で売りに出した。ただし売却出来たかは不明である。
- 体調管理は徹底しており、目に良くないので特に写真を撮る際にはフラッシュを焚かれることを嫌っていた[18]。

## 著作
- Hooker: An Authentic Wrestler's Adventures Inside the Bizarre World of Professional Wrestling
  - Lou Thesz（著）、Kit Bauman（ライター）
  - The Wrestling Channel Press
  - 2000年
  - ISBN 0970651600 (ISBN 978-0970651600)
  - 1995年に自費出版された自伝の改訂版。
  - "hooker"はカーニバル・レスリングに由来する言葉であり、普通のレスラーには防御できない強力な技(hook)を習得したレスラーを意味する。
- 鉄人ルー・テーズ自伝
  - ルー・テーズ（著）、流智美（訳）
  - ベースボール・マガジン社
  - 1995年
  - ISBN 4583031955 (ISBN 978-4583031958)
  - "Hooker"より先に出版された。
  - "Hooker"を基に書かれたと思われるが、内容が異なる部分も多い。
  - 200点の写真や流智美によるコラムも収められている。

## DVD
- 『世界のプロレス レトロ編#2 ルー・テ-ズ最後の勇姿』
- 『世界のプロレス レトロ編#3 鉄人ルー・テーズ 完結編』 ASIN B00074C4R6
- 『ルー・テーズ対力道山 世界選手権争奪戦』東映 ASIN B00061QW5U